# HarperCollins U.K.
Das britische Verlagshaus HarperCollins U.K. Ltd. ist ein Tochterunternehmen des US-amerikanischen Verlagshauses HarperCollins mit Sitz in Hammersmith, einem Stadtteil Londons.
Gegründet wurde das Unternehmen 1819 in Glasgow von dem schottischen Mühlenarbeiter William Collins und Charles Chalmers. Die erste Veröffentlichung war The Christian and Civic Economy of Large Towns des Theologen Thomas Chalmers. Charles Chalmers verließ das Unternehmen 1826. Das erste griechisch-englisch-Wörterbuch wurde von Collins herausgegeben.
In den 1840er Jahren erwarb William Collins die Lizenz zum Bibeldruck. Gegen Ende der Jahrzehnts zog sich William Collins aus dem Unternehmen zurück und übergab die Geschäfte seinem Sohn William Collins II. Der Sohn erweiterte das Programm um Werke von Shakespeare und religiöse Bücher; durch ein neues Verfahren war nun zudem der Druck preisgünstiger Ausgaben möglich. Gegen Mitte der 1850er Jahre wurde das Programm um Atlanten ergänzt. Zu dieser Zeit hielt das Unternehmen das Monopol auf Heilige Schriften. Ab 1868 firmierte das Unternehmen als William Collins, Sons and Co Ltd., in der Folgezeit wurde die Familie Collins der alleinige Eigentümer des Unternehmens. In vielen Überseeländern entstanden Zweigniederlassungen.
In der ersten Hälfte des 20. Jahrhunderts erwarb Collins von der Walt Disney Company die Veröffentlichungsrechte für Großbritannien. Zu dieser Zeit wurde erstmals die Novelle The Murder of Roger Ackroyd von Agatha Christie veröffentlicht.
1989 erwarb Rupert Murdochs News Corporation das Verlagshaus von der Familie Collins. 1990 fusionierte Collins mit dem amerikanischen Verlag Harper & Row. Seitdem firmiert die britische Zweigstelle des Unternehmens unter HarperCollins U.K. Ltd.

## Autoren
Im Laufe der letzten zwei Jahrhunderte veröffentlichte HarperCollins U.K. als erster Verlag Werke von heute renommierten Autoren.
| - Paulo Coelho - Bernard Cornwell - Josephine Cox - Suzannah Dunn - Raymond E. Feist - Jonathan Franzen - Stephen Fry - Patrick Gale - William Hague - Robin Hobb - Richard Holmes - Conn Iggulden - Oliver Jeffers | - Cathy Kelly - Annie Proulx - Louise Rennison - Darren Shan - David Starkey - J. R. R. Tolkien - Francis Wheen - John ‘Lofty’ Wiseman - Richard Holmes (Militärhistoriker) - Cecelia Ahern - Freya North - Chimamanda Ngozi Adichie - Kevin McCloud | - Bill Oddie - David Walliams - Max Hastings - Sam Bourne - Jenny Valentine - Max Arthur - Gordon Ramsay - Andrew Gross - Coleen Rooney - Derek Landy - Gok Wan - Neil White - Kitty Neale | - Graham Poll - Janice Y. K. Lee - Lulu - Polly Courtney - J. G. Ballard - Clive Barker - Patrick Bishop - Enid Blyton - Ray Bradbury - Michael Chabon - Agatha Christie - Rachel Allen - Michael Bond |